# Rachicerus nigrinus
Rachicerus nigrinus är en tvåvingeart som först beskrevs av Benno Wandolleck 1897.  Rachicerus nigrinus ingår i släktet Rachicerus och familjen vedflugor. Inga underarter finns listade i Catalogue of Life.